# Stepping Sogn

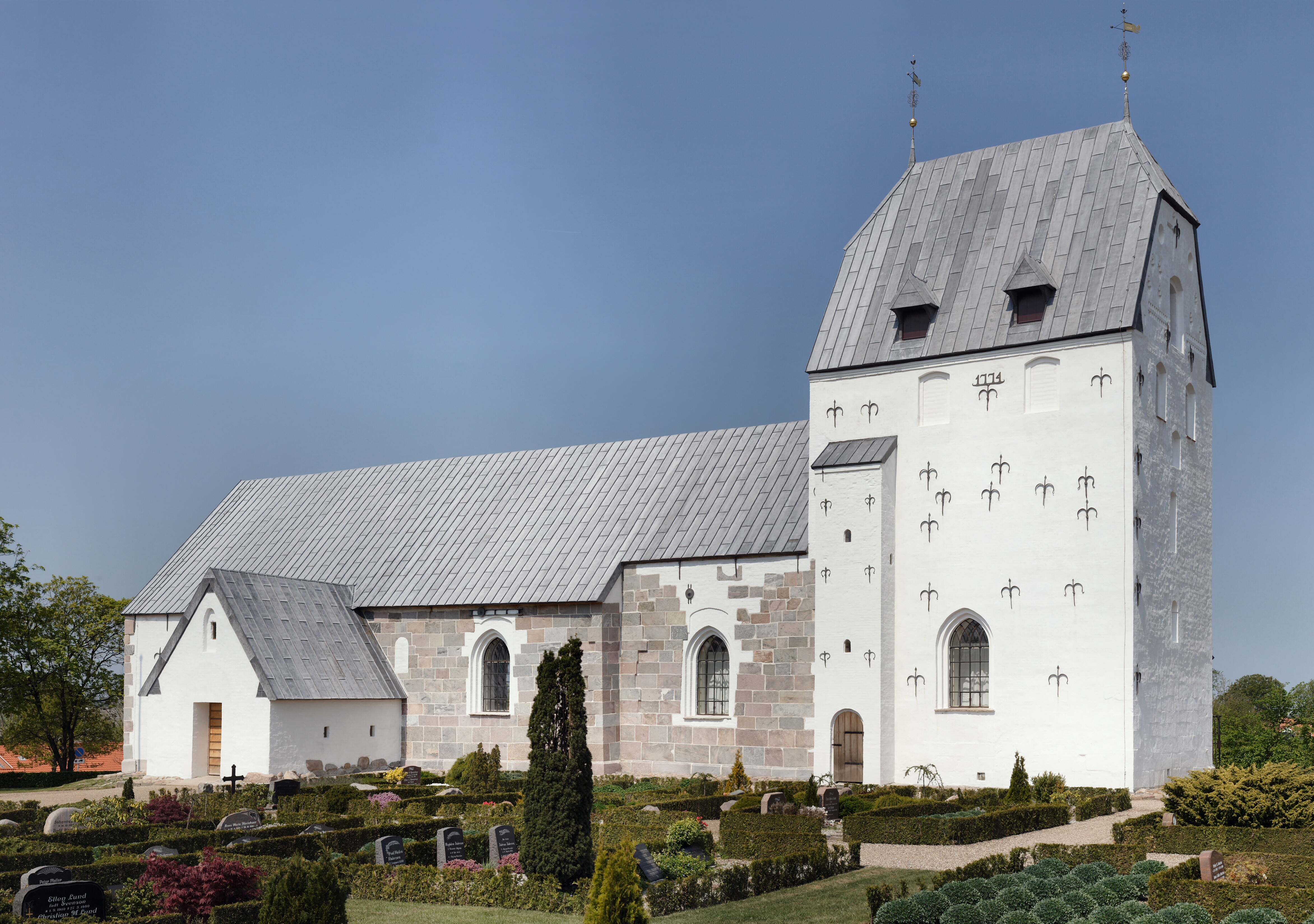
Stepping Kirke

Stepping Sogn ist eine Kirchspielsgemeinde (dänisch: Sogn) im südlichen Dänemark. Bis 1920 war sie Sitz des Amtsbezirk Stepping. Bis 1970 gehörte sie zur Harde Sønder Tyrstrup Herred im damaligen Haderslev Amt, danach zur Christiansfeld Kommune im Sønderjyllands Amt, die im Zuge der  Kommunalreform zum 1. Januar 2007 in der „neuen“  Kolding Kommune in der Region Syddanmark aufgegangen ist.
Im Kirchspiel leben 785 Einwohner, davon 360 im Kirchdorf (Stand: 1. Januar 2023). Im Kirchspiel liegt die Kirche „Stepping Kirke“.
Nachbargemeinden sind im Norden Ødis Sogn und im Nordosten Frørup Sogn, sowie in der benachbarten Haderslev Kommune im Osten Hjerndrup Sogn, im Süden Nustrup Sogn und im Westen Sommersted Sogn.